# Auguste Couvreux-Daguin
Pour les articles homonymes, voir Daguin.
Auguste Couvreux-Daguin est un homme politique français né le 14 février 1802 à Langres (Haute-Marne) et décédé le 6 avril 1858 à Langres.

## Biographie
Propriétaire terrien, maire de Langres, il est député de la Haute-Marne de 1848 à 1849, siégeant à droite.